# باب الحارة (الجزء الحادي عشر)
باب الحارة (الجزء الحادي عشر) هو الجزء الحادي عشر من المسلسل الشامي باب الحارة عرض في رمضان 2021 من إخراج محمد زهير رجب وتأليف مروان قاووق.

## القصة
تتصاعد أحداث الجزء الحادي عشر في التشويق والإثارة، في زمن الاحتلال الفرنسي لسورية عام 1945، وهو عمل بيئي شامي مبني على الحب والكراهية والعنف وحب التملك وسيطرة القوي على الضعف.
يعالج العمل حسب صنّاعه قصص وحكايات شعبية في الحواري الدمشقية بما فيها من علاقات اجتماعية وصراعات وحكايات بطولة مشوّقة، كما يسلط الضوء على الاحتلال الفرنسي الذي بات وشيكاً الخروج من البلد بعدما نهب خيراتها وقتل شبابها وفكك تلاحم أناسها وعمد إلى البقاء فيها بقوة السلاح.

## الممثلون
- رنا الأبيض
- زهير رمضان
- سحر فوزي
- رامز عطالله
- عبير شمس الدين
- نادين قدور
- رضوان عقيلي
- تولين البكري
- سلمى المصري
- نظلي الرواس
- قاسم ملحو
- نجاح سفكوني
- علي كريم
- فاتح سلمان
- هدى شعراوي
- جلال شموط
- تيسير إدريس
- سماح سرية